# Zbigniew Król
Zbigniew Józef Król (ur. 10 marca 1962 w Brzegu Dolnym) – polski urzędnik państwowy i lekarz, doktor nauk medycznych, specjalista pediatrii, w latach 2017–2019 podsekretarz stanu w Ministerstwie Zdrowia.

## Życiorys

### Wykształcenie i praca naukowa
Absolwent I Liceum Ogólnokształcącego im. Bolesława Krzywoustego w Głogowie i Akademii Medycznej we Wrocławiu. Uzyskał specjalizację z zakresu pediatrii, zdrowia publicznego i medycyny rodzinnej, a także odbył szkolenia z organizacji, zarządzania i kształcenia w ochronie zdrowia (m.in. na Uniwersytet Harvarda, Collegium Medicum Uniwersytetu Jagiellońskiego, a także w Paryżu, Belgii i Austrii).
Po ukończeniu studiów zatrudniony jako starszy asystent w Klinice Nefrologii Pediatrycznej PSK we Wrocławiu (1990–1996) oraz jako lekarz rodzinny w Zakładzie Medycyny Rodzinnej AM (1994–1996). W 1996 obronił na Alma Mater pracę doktorską z zakresu nefrologii pediatrii pt. Kinetyka beta-2-mikroglobuliny w wybranych chorobach nerek u dzieci. Od 2000 do 2009 był adiunktem w Instytucie Zdrowia Publicznego Collegium Medicum UJ. Autor publikacji z zakresu pediatrii i ochrony zdrowia.

### Praca zawodowa
Od 1996 do 2000 kierował SPZOZ „Śródmieście” w Krakowie, a od 1998 do 2000 także Fundacją Zdrowia Publicznego Od 2007 do 2009 pozostawał wicedyrektorem Agencji Oceny Technologii Medycznych. W latach 2009–2011 zasiadał w zarządzie Pfizer Polska sp. z o.o., odpowiadając za kontakty urzędowe i marketing, później kierował Drawskim Centrum Specjalistycznym (2012–2013) i Szpitalem Specjalistycznego im. S. Żeromskiego SPZOZ w Krakowie (2013–2016).
Honorowy członek Kolegium Lekarzy Rodzinnych w Polsce. Działał także w różnych projektach związanych z ochroną zdrowia, m.in. przewodniczył delegaturze Baltic Sea Task Force (później Northern Diamension) Experts Group for Primary Health Care oraz działał w EQUIP – europejskiej grupie warsztatowej do spraw jakości. Kierował projektem „Data for Decision Makers”, prowadzonym przez UJ i Uniwersytet Harvarda. Doradzał Światowej Organizacji Zdrowia w zakresie organizacji systemu opieki zdrowotnej. Współpracował z samorządami w zakresie oceny i strategii działania systemu ochrony zdrowia.
16 lutego 2017 objął stanowisko podsekretarza stanu w Ministerstwie Zdrowia. W sierpniu 2019 został odwołany ze stanowiska.
W 2021 odznaczony Złotym Krzyżem Zasługi.